# Реубен Єм
Реубен Єм (англ. Reuben Yem, нар. 29 жовтня 1997) — нігерійський футболіст, правий захисник словацького «Тренчина».

## Ігрова кар'єра
Рубен є вихованцем нігерійського клубу «ГБС Академі». Другу половину 2017 року провів в оренді в молодіжній команді бельгійського «Гента».
У березні 2018 року захисник уклав контракт з «Інтером» з Братислави, в якому і дебютував на дорослому футболі, взявши участь у 8 матчах другого дивізіону чемпіонату Словаччини.
Своєю грою за цю команду привернув увагу представників тренерського штабу клубу вищого дивізіону «Тренчина», до складу якого приєднався влітку 2018 року. Відіграв за команду з Тренчина наступний сезон своєї ігрової кар'єри. Більшість часу, проведеного у складі «Тренчина», був основним гравцем атакувальної ланки команди, взявши участь у 24 іграх чемпіонату.
У червні 2019 року Єм повернувся в бельгійський «Гент», підписавши трирічний контракт. Утім заграти за гентську команду знову не зумів і за рік повернувся до «Тренчина».